# Coniogramme
Coniogramme,  rod papratnjača u porodici bujadovki. Pripada mu 26 priznatih vrsta, uglavnom u Kini i Indokini, nešto u Africi, Javi, Japanu te na Pacifiku (Havaji, Samoa)

## Vrste
1. Coniogramme affinis (Wall. ex C. Presl) Hieron.
2. Coniogramme africana Hieron.
3. Coniogramme bashanensis X. S. Guo & Bin Li
4. Coniogramme denticulatoserrata (Hieron.) R. D. Dixit & Das
5. Coniogramme emeiensis Ching & K. H. Shing
6. Coniogramme falcipinna Ching & K. H. Shing
7. Coniogramme fauriei Hieron.
8. Coniogramme fraxinea (D. Don) Diels
9. Coniogramme gracilis Ogata
10. Coniogramme intermedia Hieron.
11. Coniogramme japonica (Thunb.) Diels
12. Coniogramme jinggangshanensis Ching & K. H. Shing
13. Coniogramme madagascariensis C. Chr.
14. Coniogramme ovata S. K. Wu
15. Coniogramme pilosa (Brack.) Hieron.
16. Coniogramme procera (Wall.) Fée
17. Coniogramme pubescens Hieron.
18. Coniogramme robusta Christ
19. Coniogramme rosthornii Hieron.
20. Coniogramme rubicaulis Ching
21. Coniogramme serrulata (Blume) Fée
22. Coniogramme sinensis Ching
23. Coniogramme suprapilosa Ching
24. Coniogramme undulata (Hieron.) comb. ined.
25. Coniogramme venusta Ching
26. Coniogramme wilsonii Hieron.

## Sinonimi
- Syngramme J.Sm.
- Dictyogramme Fée
- Dyctiogramme C.Presl
- Neurosorus Trevis.
- Notogramme C.Presl